# Нудичи
Нудичи (бел. Нудзічы) — упразднённая деревня в Чемерисском сельсовете Брагинского района Гомельской области Беларуси.

## География

### Расположение
В 11 км на юго-запад от Брагина, 28 км от железнодорожной станции Хойники (на ветке Василевичи — Хойники от линии Калинковичи — Гомель), 130 км от Гомеля.
Расположена на территории Полесского радиационно-экологического заповедника.

## Транспортная сеть
Транспортные связи по просёлочной, затем автомобильной дороге Комарин — Брагин. Планировка состоит из 2 (одна длинная, вторая короткая) прямолинейных улиц меридиональной ориентации, к которым на юге присоединяется чуть изогнутая широтная улица. Застройка деревянными домами усадебного типа.

## История
По письменным источникам известна с XVI века как деревня во владении князей Вишневецких, во 2-й половине XVII века перешла во владение Конецпольских. После 2-го раздела Речи Посполитой (1793 год) в составе Российской империи. В 1897 году располагались часовня, ветряная мельница, в Брагинской волости Речицкого повета Минской губернии.
В 1931 году организован колхоз имени К. Маркса, работали ветряная мельница и кузница. В 1959 году входила в состав колхоза имени М. И. Калинина (центр — деревня Глуховичи).
Рядом месторождения торфа.
До 18 марта 2005 года в Сперижском сельсовете, затем переименован в Дублинский сельсовет. До 31 октября 2006 года в составе Дублинского сельсовета.
20 августа 2008 года деревня упразднена.

## Население
После катастрофы на Чернобыльской АЭС и радиационного загрязнения жители (121 семья) переселены в 1986 году в чистые места.

### Численность
- 1986 год — жителей нет

### Динамика
- 1850 год — 22 двора, 167 жителей
- 1897 год — 42 двора, 295 жителей (согласно переписи)
- 1908 год — 52 двора, 355 жителей
- 1930 год — 70 дворов, 408 жителей
- 1959 год — 514 жителей (согласно переписи)
- 1986 год — жители (121 семья) переселены